# Carsilius Baier von Bellenhofen
Carsilius Baier von Bellenhofen (Marsilius Beyer von Belichoven, Belhoffen, Bellerhofen) (* vor 1505; † 7. Mai 1573 vermutlich in Kreuznach) war ein pfalz-simmerischer, kurpfälzischer und badischer Oberamtmann und Rat der Vorderen Grafschaft Sponheim.

## Leben

### Herkunft
Es wurde vermutet, dass die Familie aus einem untergegangenen Ort „Bellenhofen“ bei Gosselsheim stammen könnte, der allerdings als Ortsname urkundlich nicht belegt ist. Die „Beller Kirche“ 300 m südlich des Dorfes Eckelsheim hätte den alten Namen der heutigen Wüstung bewahrt. Ein in der Katharinenkirche zu Oppenheim um 1330/40 entstandenes Glasfenster mit einer Lilie (ohne Beischrift) wird entsprechend als das sonst erst später bezeugte Wappen der Baier von Bellenhofen gedeutet. Carsilius Baiers von Bellenhofen Mutter entstammte jedoch der Nürnberger Patrizier- und Reichsforstmeister-Familie Waldstromer von Reichelsdorf. Etwa 30 km von Nürnberg entfernt vergaben die Herzöge Johann, Christoph und Otto II. von Pfalz-Mosbach-Neumarkt (1435–1499) zwischen 1431 und 1475 als Vögte des St. Katharinen-Klosters Nürnberg zwei Güter in „Pellenhouven“ (heute: Großbellhofen und Kleinbellhofen) bei Schnaittach in der Oberpfälzer Herrschaft Rothenberg, die von einer Familie „Beyer“ bewirtschaftet waren. Im benachbarten Weigensdorf begegnen 1520 Hans Beyr und seine Frau Christina. Eine familiäre Beziehung der „Baier von Bellenhofen“ zum Nürnberger Raum, in den sich auch Nachkommen des Carsilius Baier verheirateten, ist wahrscheinlich.
Im 16./17. Jahrhundert war die Familie Baier von Bellenhofen um Wöllstein und um Kirchberg (Hunsrück) begütert. Sie besaß unter anderem 2⁄8 am Zehnten von Siefersheim und Wonsheim. 1560 bis 1607 verfügte die Familie über den Pfarrsatz und die Hälfte des Zehnten in Sohren einschließlich der dazugehörenden Filialen Büchenbeuren, Niederweiler, Wahlenau, Niedersohren, Lautzenhausen, Hahn, Bärenbach und Schwarzen.

### Pfalz-simmerischer Rat
Carsilius Baiers Eltern verfügten über wenig Vermögen. Dennoch absolvierte er ein juristisches Studium und erwarb den Doktor beider Rechte. 1526 heiratete er Drusiana Maleyss genannt Apotheker († 1529), die Witwe des ehemaligen Kreuznacher Notars, Stadtschreibers und Truchsess Johann Schoneck († 1519/26).
1531 wird Carsilius Baier in Kreuznach als Vormund seiner Stieftochter Margarethe Schoneck erwähnt, des einzigen Kindes von Johann Schoneck und seiner Frau Trosiana (Drusiana) Apotheker aus Kreuznach. Carsilius Baier war „rechter natürlicher Vater“ der übrigen Kinder der verstorbenen Trosiana. 1531 gehört Baier zu den Beauftragten des Friedrich Kämmerer von Worms genannt von Dalberg (* um 1500; † 1574), die die Übergabe der von ihm von den Vormündern der Nachkommen Apotheker gekauften Freimersheimer Hofgüter „mit Hand, Mund und Halm“ durchführten.
Carsilius Baier von Bellenhofen war Keller des Pfalzgrafen Herzog Johann II. von Simmern (1492–1557) im pfalzgräflichen Hof zu Kreuznach. Im Dezember 1534 nahm er als pfalz-simmerischer Rat an der Koblenzer Kreisständeversammlung teil, auf der ein Mandat gegen das Täuferreich von Münster verabschiedet wurde. 1537 vermittelten Konrad Stumpf von Waldeck († 1544), Kurpfälzer Oberamtmann in Kreuznach, Carsilius Baier, beider Rechte Doktor, Philipp Faust von Stromberg, Nassau-Saarbrücker Amtmann in Kirchheim, und Velten Heyer d. Ä., „herzoglicher“ (= pfalz-simmerischer) Amtmann in Neu-Bamberg, einen Vergleich zwischen Graf Wirich V. von Daun-Falkenstein (1473–1546) und den Einwohnern des Niedergerichts in Wöllstein in einer Auseinandersetzung über Bede und Verpflichtung zur „Atzung“.
Nach dem Tod des Druckers und pfalz-simmernschen Kanzlers Hieronymus Rhodler († 1539) wurde Baier am 18. März 1539 Vormund von dessen Söhnen Matthias, Peter und Franz Rhodler.

### Reichstage und Religionsgespräch
Als Gesandter des Pfalzgrafen Johann II. von Simmern und Sponheim nahm Baier 1535 am Reichstag zu Worms und 1540 am Hagenauer Religionsgespräch teil. 1542 und 1543 war Baier als „amptman zu Newenbeimburg“ Gesandter des Pfalzgrafen und des Oberrheinischen Kreises an den Reichstagen zu Nürnberg und 1545 am Reichstag zu Worms. Erster Vertreter des Pfalzgrafen bei diesen Tagungen war bis 1543 Hans Beuser von Ingelheim († 1543/47), der Kreuznacher Oberamtmann.

### Disibodenbergischer Vergleich, Amtmann von Neu-Bamberg
1541 war „Consiliarius“ (= Rat) Baier an den Verhandlungen des „Disibodenbergischen Vergleichs“ zwischen Pfalzgraf Johann II. von Pfalz-Simmern und Ruprecht von Pfalz-Zweibrücken-Veldenz (1506–1544) über eine mögliche Nachfolge von Ludwig V. von der Pfalz (1478–1544) in der Kurwürde beteiligt, nach dem der Ältere – Johann II. – die Kur und der andere die übrigen Erblande erhalten sollte. Pfalzgraf Johann II. verlieh dem Dr. iur. Carsilius Beyer von Bellnhofen, pfälzischem Rat und Amtmann zu Neu-Bamberg, wegen getreuer Dienste zwei Monate später einige der durch den erbenlosen Tod des Kaspar Erlenhaupt von Saulheim († 1539) heimgefallenen Güter in der Mark Osthofen und im Dorf Selzen als Mannlehen.
Der Disibodenbergische Vergleich wurde durch den Heidelberger Vergleich vom 19. März 1551 zwischen den Pfalzgrafen Kurfürst Friedrich II. „der Weise“ von der Pfalz (1482–1556), Herzog Johann II. von Pfalz-Simmern und Herzog Wolfgang von Pfalz-Zweibrücken (1526–1569) einvernehmlich aufgehoben.

### Belehnung mit Neu-Bamberg

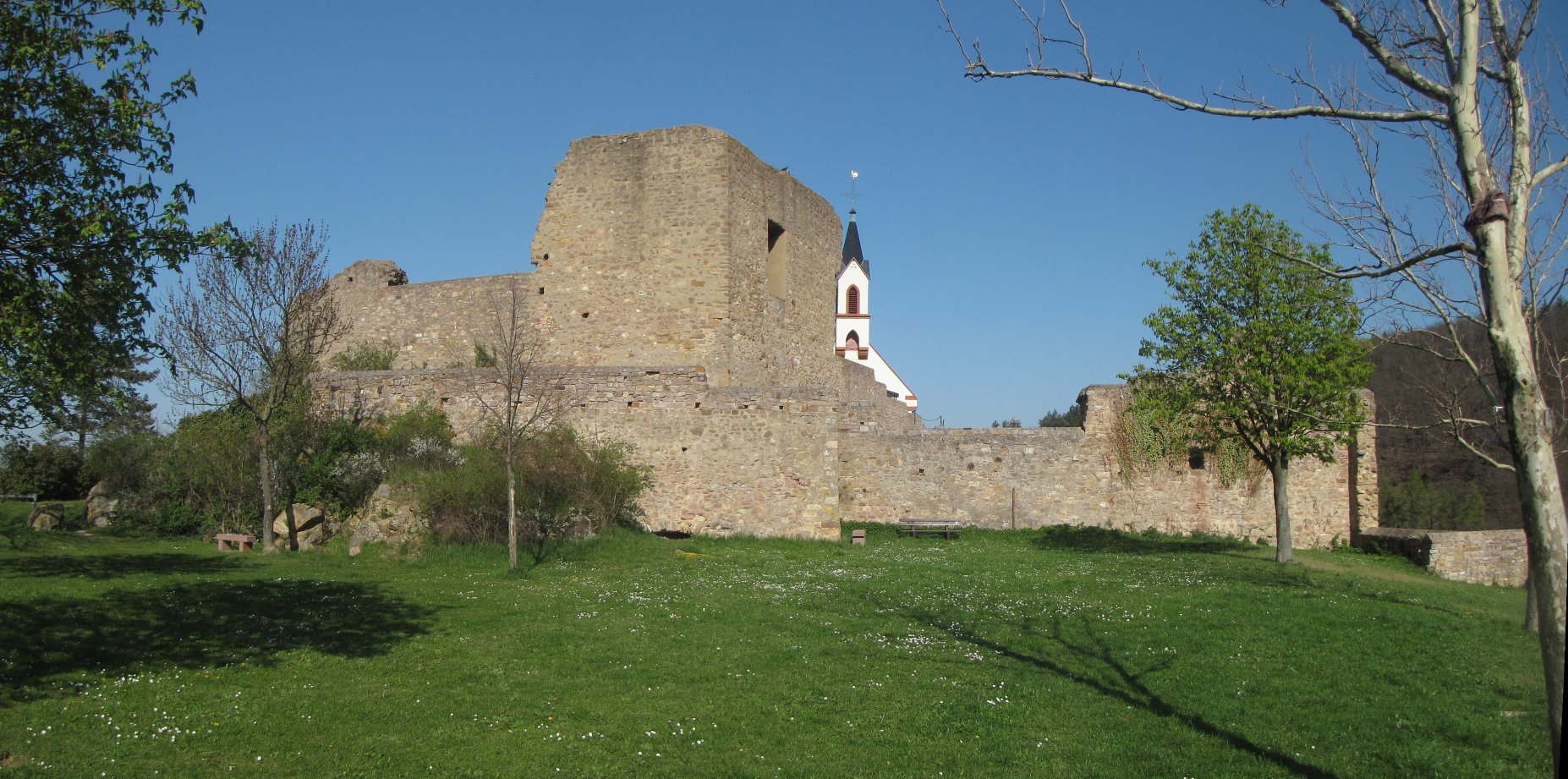
Ruine der Burg Neu Baumburg

Graf Johann II. belehnte Baier im Einverständnis mit seinem ältesten Sohn Friedrich III. (1515–1576) unter Vorbehalt der ewigen Öffnung des Schlosses 1543 mit seinem Anteil von 1⁄4 an Schloss, Tal und Amt Neu-Bamberg. Mit-Kondominatsherren waren die Grafen von Falkenstein, die ihren Anteil von 3⁄4 an Neu-Bamberg als mainzisches Lehen innehatten. Zur Herrschaft „Neuen-Baumburg“ gehörten Gefälle aus Wöllstein, Gumbsheim und Pleitersheim. In Wöllstein besaßen die Bayer von Bellenhofen 48 Morgen Land. 1565 kauften Oberamtmann Carsilius Beyer von Bellenhofen und seine Ehefrau Appollonia von Abt Robert von Wyck († 1572) für 100 Reichstaler alle Einkünfte der Benediktinerabtei Tholey in der Gemarkung von Neu-Bamberg.
Herzog Wolfgang von Pfalz-Zweibrücken als Graf von Veldenz belehnte Carsilius Beyer von Bellenhofen 1551 mit dem von Wolf von Morsheim gekauften Anteil am großen und kleinen Zehnten zu Siefersheim, in der Folgezeit bemühte sich Beyer um einen weiteren Anteils desselben Zehnten von Niclas Schmal (Claus Schmall) († vor 1559) aus Alzey. Im Juni 1551 wurde Carsilius Baier von Bellenhofen von einem oberrheinischen Kreistag in Worms als Vertreter der geistlichen und weltlichen Fürsten zu einem der Münzräte bestellt.

### Oberamtmann in Kreuznach
Nach dem Tod des sponheimischen Oberamtmanns Hans Beuser von Ingelheim und dem Ausscheiden seines Nachfolgers Johann (Hans) Meinhard von Koppenstein († 1570) wurde Carsilius Baier von Bellenhofen um 1551 pfalz-simmerischer Amtmann des Oberamtes Kreuznach. In den 1550er Jahren begegnet er auch als gemeinsamer Amtmann der Markgrafschaft Baden und der Pfalzgrafschaften Simmern und Zweibrücken in Kastellaun.
Carsilius Baier von Bellenhofen und der Bacharacher Oberamtmann Philipp I. Wolf von Sponheim (* um 1502; † 1558) beglaubigten 1553 einen Vergleich zwischen den Ulner von Dieburg, den Faust von Stromberg, den Herren von Eltz, den Mauchenheim von Zweibrücken und den Herren von Layen über das Backhaus, die Frevelbußen und den Weinschank in Rümmelsheim.

### Belehnung mit Gaugrehweiler
Baier erhielt 1553 vom Herzog Wolfgang von Pfalz-Zweibrücken den Dorfteil Niedergrehweiler links der Appel zu Lehen. Für 1300 Gulden erwarb er von Pfalzgraf Johann II. von Simmern auch den rechts des Baches gelegenen Teil Obergrehweiler des Dorfes und vereinte Gaugrehweiler in seinem Besitz als Allod. 1555 führte Carsilius Baier in dem Ort die Reformation ein und errichtete eine lutherische Pfarrei. Seine Erben veräußerten Gaugrehweiler 1597 für 16.000 Gulden an die Wild- und Rheingrafen.
Im Februar 1554 schlichteten Carsilius Baier und Hans Veltin von Schönenburg, Oberamtmann zu Stromberg und Waldböckelheim, in Kirchberg einen Streit zwischen den Vettern Philipp I. Wolf von Sponheim, Oberamtmann zu Bacharach, und Philipp II. (d. J.) Wolf von Sponheim († 1595) zu Dörrebach auf der einen Seite und Johann (Hans) Meinhard von Koppenstein und seinen Brüdern auf der anderen Seite wegen eines Weingartens als Burglehen am Mönchberg in der Kreuznacher Gemarkung. Carsilius Baier von Bellenhofen war offenbar Pate des Sohnes Konrad Carsilius (Marsilius) († um 1616) von Philipp II. Wolf von Sponheim und seiner Frau Catharina Marschallin von Waldeck zu Iben († 1564) und Pate des Johann Carsilius Brandenburger.
1555 quittierte Michael von Coppenstein (* um 1500; † 1581) 3 Taler von einem von Enolf von der Leyen herrührenden Lehen – ein Stück Weingarten zwischen Diebach und Manubach –, das „ime doctor Carsilus Beier von Bellenhofen verkaufft“.
Im Oktober 1556 bezeugte Carsilius Baier in Oppenheim den Vergleich von Graf Ludwig von Stolberg-Königstein (1505–1574) mit den Grafen von Erbach im Streit um das Erbe des Grafen Michael III. von Wertheim (1529–1556), bei dem die Hälfte der Herrschaft Breuberg im Odenwald an Erbach fiel. Der Mitunterzeichner Graf Valentin II. Schenk von Erbach (1517–1563) wurde 1558 kurpfälzischer Burggraf (Oberamtmann) von Alzey.
1557 war Baier einer der Zeugen, als Graf Johann II. von Simmern kurz vor seinem Tod sein Testament aufsetzte. 1558 vermittelte er zusammen mit dem Alzeyer Burggrafen Schweickhardt IX. von Sickingen (1500–1562), dem kurmainzischen Rat Philipp von Groenrode (Graenrodt) und Johann Melchior von Morsheim in Kreuznach einen Vergleich zwischen Michael von Koppenstein und Anna Jud von Eltville, verwitwete von Mauchenheim, sowie Philipp, Hans und Georg von Mauchenheim wegen des Erbes des verstorbenen Hans von Mauchenheim von Zweibrücken.

### Erb-Burglehenhaus „zum Rechen“ in der Neustadt und Burglehenplatz am Franziskanerkloster
Seit etwa 1558 erhielt Carsilius Baier von Bellenhofen eine Nebenbestallung als badischer Oberamtmann (bis etwa 1568) sowie als kurpfälzischer Rat und Oberamtmann (bis etwa 1569/70) und war „gemein gelobter Amtmann“ der drei Landesherren im Oberamt Kreuznach. Johann von Dienheim (1508–1570), der zuvor kurpfälzischer Oberamtmann in Kreuznach gewesen war, gab dies Amt ab und trat von dieser Zeit an als kurpfälzischer „Rat von Haus aus“ auf.
Nachdem mit Melchior (Meinhard) von Schwalbach († 1542) dessen Familienzweig ausgestorben war, erhielt Carsilius von Bellenhofen 1558 als erledigtes Sponheimer Mannlehen eine Kornrente aus dem Hof Hansore (Haserich) und den Zehntanteil zu Bellenrath (Belderode, Belleroit), den die Vögte von Senheim (Herren von Braunshorn) innegehabt hatten. 1558 wurde Baier von Kurfürst Ottheinrich von der Pfalz (1556–1559), Friedrich III. von Pfalz-Simmern und Markgraf Philibert von Baden (1536–1569) mit dem Erb-Burglehenhaus „Zum Rechen“ belehnt, das sich in der Kreuznacher Neustadt befand (heutige Parzellen Hochstraße 22a-26) und an die Große Kannengasse stieß; Carsilius hatte das Lehen zuvor dem 1557 verstorbenen Johann II. von Pfalz-Simmern und Sponheim aufgetragen.
Er erhielt als Burglehen auch Haus und Hof angrenzend an das Franziskanerkloster St. Wolfgang in Kreuznach, außerdem vier Morgen Weinberge, einen Morgen Baumfeld am Kronenberg und 10 Gulden Manngeld, das seine Nachkommen bis 1601 zu Lehen trugen. Einen Teil des Platzes verkaufte Carsilius an seinen „Schwager“ (Schwiegersohn) Erhard Neyphardt weiter. Das Haus war mit der Zeit abgängig, 1597/98 erwarb Hartmut (XVI.) von Cronberg († 1608) mit Zustimmung der Lehensherren den zuvor den Familien von Bellenhoven und Neufart gehörenden Burglehenplatz und das angrenzende Areal. Dort steht heute der um 1600 erbaute Kronenberger Hof (Hospitalgasse 4–6; ein Gebäude des Gymnasiums an der Stadtmauer).
1558 wurden Carsilius Baier und Landgraf Philipp I. von Hessen gebeten, die Vormundschaft für die Töchter der Gräfin Franziska von Luxemburg (1520–1566), verwitweten Markgräfin von Baden, aus ihrer zweiten Ehe mit Graf Adolf IV. von Nassau-Wiesbaden-Idstein (1518–1556) zu übernehmen.
Ab 1559 gehörte das Oberamt Kreuznach nach einem Erbausgleich als Teil der Vorderen Grafschaft Sponheim ungeteilt der Kurpfalz (3⁄5) und Baden (2⁄5). Carsilius Baier fungierte für beide Landesherren weiter als Oberamtmann. Der württembergische Vizekanzler Hieronymus Gerhard berichtete 1559 von einem Besuch in Heidelberg bei dem neuen Kurfürsten Friedrich III. von der Pfalz (1515–1576), „das Dr. Casilius … der vertrautesten eyner und vor andern gebraucht wurdet, kann nicht anders erachten, dan das er ayner vom adel.“
Im Juni 1559 wirkten er und der Frankfurter Syndikus Johann Fichard (1512–1581) mit bei dem Verkauf des Kirchsatzes und Zehnten von Winzenheim und Bretzenheim für 2000 Gulden an Graf Johann von Daun-Falkenstein (* um 1506; † 1579) durch das Kloster Arnsburg. Kurfürst Friedrich III. von der Pfalz erwarb 1560 vom Prior und Konvent der Karmeliten in Kreuznach (sog. „Schwarz-Kloster“) für 4500 Gulden den Kirchsatz und den Zehnten in Sohren einschließlich seiner Filialgemeinden und belehnte Carsilius Beyer gegen Zahlung von 2250 Gulden mit der Hälfte davon.

### Säkularisation der Klöster im Oberamt Kreuznach
Im Auftrag der Landesherren Kurfürst Friedrich III. von der Pfalz und Markgraf Philibert von Baden führte Carsilius von Baier die Säkularisation der Klöster im Oberamt Kreuznach durch: 1551/59 wurde das Wilhelmitenkloster St. Marienpforte bei Waldböckelheim, 1559 das Franziskanerkloster St. Wolfgang in Kreuznach, 1563/65 das Benediktinerkloster Sponheim, 1564 das Kloster der Karmeliten in Kreuznach, Ende Januar 1566 das Augustiner-Chorherrenstift Pfaffen-Schwabenheim und im Februar 1566 das Augustiner-Chorfrauenstift St. Peter in Kreuznach aufgehoben. Ab 1566 inventarisierte eine Kommission bestehend aus Casilius Baier, dem badischen Landschreiber Ludwig Meyer (Mey), den kurpfälzischen Räten Wenzeslaus Zuleger (1530–1596) und Sigismund Ehem d. J. sowie Truchsess Wolf Heyleß aus Kreuznach die Klostergüter in der gemeinsamen Vorderen Grafschaft Sponheim und prüfte ihre weitere Verwendung in der landesherrlichen Verwaltung.
Im Januar und Februar 1561 begleitete Baier Friedrich III. von der Pfalz zum evangelischen Fürstentag in Naumburg (Saale), auf dem ein Versuch zur innerevangelischen Einigung zwischen Lutheranern und Reformierten scheiterte. Während dieses Konventes starb Wild- und Rheingraf Philipp Franz von Salm-Dhaun-Neufville (1518–1561) in Naumburg.
In einem Streit zwischen den Gemeinden Pferdsfeld und Winterburg über Altarpfründen wurden 1561 die Oberamtleute von Trarbach und Kreuznach, Friedrich von Schönburg und Carsilius Beyer von Bellenhoffen, zu Schiedsrichtern bestellt, denen es jedoch nur teilweise gelang, den Streit zu schlichten.
1562 nahm „Carsilius Bayer von Bellenheim“ im Gefolge von Kurfürst Friedrich III. von der Pfalz an der Königs-Krönung von Maximilian II. in Frankfurt am Main teil.
Baier wirkte 1563 mit beim Abschluss eines Vertrags zwischen den drei Gemeinden Sprendlingen, Gau-Bickelheim und Gau-Weinheim über die Nutzung des Wißbergs. Bei beiden Gemeinherren setzte sich der Oberamtmann im März 1565 dafür ein, dass die Gemeinde Bockenau, die nach der Aufhebung des Klosters Sponheim nicht mehr von dort versorgt wurde, einen eigenen Pfarrer erhalten sollte, der durch den Bockenauer Zehnten bezahlt werden könne. Im August 1565 sorgten Carsilius (Marsilius) Baier von Bellenhofen, Oberamtmann zu Kreuznach, und Schultheiß Sebastian Meyer für einen Vergleich der Brüder Johann (Hans) Meinhard und Eberhard von Koppenstein, Söhne des Meinhard V. von Koppenstein, wegen Gütern zu Mandel.
Bei der Reformation der Pfarrkirchen im Oberamt (Pfaffen-Schwabenheim, Sprendlingen, St. Johann, Ober-Hilbersheim) kam es zu einem Konflikt zwischen den kurpfälzischen Räten Zuleger und Ehem, die alle Altäre, Taufsteine und Bilder beseitigen wollten, und dem badischen Landschreiber Ludwig Meyer, der als Vertreter des Markgrafen einen „zwinglischen Bildersturm“ ablehnte und schriftlich dagegen protestierte. Baier von Bellenhofen erklärte 1566, als gemeinsamer Amtmann könne er die Maßnahmen „weder zulassen noch verbieten“, und nahm an den weiteren Umgestaltungen nicht mehr teil.
1567 sorgte Carsilius Bayer im Auftrag der Landesherren für die Gründung des Reformierten Gymnasiums Kreuznach im ehemaligen Kloster der Karmeliten.

### Letzte Jahre
1566 beglaubigte „Karsilius Beier v. Bellerhofen, Amtmann zu Kreuznach“ in Alzey zusammen mit anderen Zeugen den Erbverzicht der Elisabeth von Gemmingen († vor 1571) anlässlich ihrer Heirat mit Hans Erhard von Flersheim († 1588). Unter Mitwirkung von Baier kam im November 1567 ein Vertrag zwischen dem Erzbistum Trier und der Vorderen Grafschaft Sponheim zu Stande, der den Untertanen im Kröver Reich den Besuch evangelischer Predigten in Wolf, Trarbach und Enkirch gestattete. Die Verhandlungen in Worms führten für Kurtrier Rat Philipp von Reiffenberg und Waldmannshausen († 1587) und Kanzler Johann Wimpfeling († 1587), für das Herzogtum Pfalz-Zweibrücken der Amtmann von Zweibrücken, Georg Wilhelm von Sötern († 1593), und Dr. Gallus Tuschelin (1531–1601), und für die Markgrafschaft Baden Carsilius Beier von Bellenhofen und Johann Jakob Varnbüler (1510–1568).
Um 1567 wurde Baier als badischer Oberamtmann von Konrad von Obentraut († nach 1591) abgelöst. Er hielt sich 1569 aus gesundheitlichen Gründen in Baden-Baden auf, um dort Bäder zu nehmen.
Carsilius Baier, kurpfälzischer Oberamtmann zu Kreuznach, war 1570 in Frei-Laubersheim als einer der Vormünder von Walburg (Waldtburg) († 1592) und Johanna (Johannette) von Waldeck-Iben († 1572) beteiligt an der Losteilung für das Erbe des verstorbenen Erbmarschalls Philipp Melchior von Waldeck genannt von Iben († 1553) und seiner Frau Margaretha Leyfried von Heppenheim. Um diese Zeit wurde er als kurpfälzischer Oberamtmann von Kreuznach von Nikolaus II. Schenk von Schmidtburg (* um 1534; † 1599) abgelöst, blieb aber weiter als Rat von Haus aus für die Kurpfalz tätig.
1570 schlichteten Carsilius Beier von Bellenhoven, die Kreuznacher Oberamtleute Nikolaus II. Schenk von Schmidtburg und Konrad von Obentraut sowie Eberhard I. von Layen († 1572) einen Streit zwischen Dorothea Reyprecht von Büdingen, Witwe des Eberhard von Koppenstein, einerseits und Stiftsdechant Georg von Koppenstein (* um 1526; † 1583) zu Bruchsal und Meinhard VI. von Koppenstein anderseits über ihre Mitgift. 1571 fungierte Carsilius Baier von Bellenhofen als einer der erbetenen Schiedsleute in einem Streit von Johann Vogt zu Hunolstein (* 1532; † nach 1579) mit der Familie der Freiherren von Hagen zur Motten wegen des Hochgerichts und anderer Rechte in Hüttersdorf. Er war 1572 in Kreuznach einer der Zeugen des Heiratsvertrags von Kaspar von Eltz (* um 1548; † 1619), Oberamtmann zum Rheingrafenstein, Sohn des Christoph von Eltz (1501–1594) und der Viola von Stein zu Nassau († 1594), und Ursula von Kerpen (* um 1557; † um 1602), Tochter des Heinrich von Kerpen zu Illingen und Mersch und der Katharina Schenk von Schmidburg (1526–1587).
Im Januar und Mai 1572 fanden unter Mitwirkung Carsilius Baiers Tagsatzungen in Kröv statt, bei denen Differenzen zwischen dem Erzbistum Trier und der Vorderen Grafschaft Sponheim beraten wurden.
Als Carsilius Baier von Bellenhofen 1573 starb, waren einige seiner Kinder noch minderjährig. Sie standen 1575 unter der Vormundschaft von Georg Wilhelm von Sötern und Hans Moritz Stumpf von Waldeck.

## Familie
Carsilius Baier von Bellenhofen war dreimal verheiratet:
⚭ I. 1526 mit Drusiana Maleyss genannt Apotheker († 1529), Witwe von Truchsess Johann Schoneck aus Kreuznach, Tochter von Peter Apotheker († nach 1518),
⚭ II. 1530 mit Elisabetha (Else) Keller, Tochter von Friedrich Keller († um 1530) und Margaretha Eisenkremer (Ysenkremer) († nach 1530), und
⚭ III. 1549 mit Apollonia von Ow (Ahw) († nach 1577) zu Wachendorf, Tochter des Wolfgang II. von Ow und der Agnes von Baldeck. Seine Kinder waren:
1. (aus ⚭ I.) Anna Beyer von Pellenhofen (* 1526/29; † 1564),[9]
⚭ I. mit Hans Franz von Ehingen,
⚭ II. mit dem Kreuznacher Stadtmedikus und pfalz-zweibrückischen, 1571 bis 1579 auch hessischen Leibarzt und Rat von Haus aus Dr. Erhard Neuphart (* um 1517 in Rheinhausen;[102] † um 1597),[103][104][105][106][107][108] 1539 als Erhardus Neyphart ex Reynhausen immatrikuliert in Heidelberg, er ⚭ II. 1564/79 Christine N.;[109] „Dr. Erhardt von Creutznach“ verfügte 1571 über Besitz in Gau-Algesheim-Laurenziberg,[110] Erhard Neyffardt wurde 1575 der rittermäßige Adelsstand verliehen und eine Wappenbesserung gewährt.[111]
Anna Beyers Kinder waren:[112][9]
  1. Philipp Franz von Ehingen (* um 1545/50; † zwischen 1597 und 1606), 1562 (Philippus Ehinger Creutznachensis) immatrikuliert in Marburg, 1565 in Wittenberg (Philippus ab Ehing Creutznacensis), 1570 in Tübingen, 1571 in Basel, 1572 in Basel Dr. der Rechte,[59] 1576, 1577 Rheingräflich-Kirburgischer Rat, erwarb 1582 das Burglehenhaus „zum Brandenburg“ gegenüber dem markgräflichen Hof auf dem Kreuznacher Holzmarkt,[113] 1585 Reichskammergerichts-Advokat[114] und kaiserlicher Kommissar, 1584, 1589 Schultheiss von Kreuznach,
    1. Lorenz von Ehingen (* um 1575/80), 1589 auf der Lateinschule Weilburg,
    2. Albert Franz von Ehingen (* um 1575/80), 1589 auf der Lateinschule Weilburg, 1593 immatrikuliert in Marburg,
    3. Otto Franz von Ehingen (* um 1575/80; † 1607), 1593 immatrikuliert am Pädagogium in Marburg, 1596 in Heidelberg, 1600 in Orléans (Otto Frantz von Ehinge Cruce-Sponheimius), wurde 1602 als Otto Francescus ab Ehingen Crucen. bei seinem Onkel Philipp Hofmann in Heidelberg promoviert,[115] 1607 in Mainz Dr. jur., Hofrats-Assessor, gestorben im Herbst 1607 in Mainz an der Pest,

  2. Johann Erhard Neyphardt (* um 1545/50; † zwischen 1615 und 1627)[59], Studium auf dem Gymnasium illustre Hornbach, Doktor der Rechte, seit etwa 1603 juristischer Hofgerichtsrat der Kurpfalz und Gesandter, 1605 Assessor am Kurfürstlichen Gerichtshof,[116] veranlasste 1615 in Kreuznach die Erbhuldigung für Herzog Ludwig Philipp von Simmern,
⚭ I. vor 1570 mit N. N.,
⚭ II. seit 1595 mit Anna Maria Heringmann († 1633)[117] aus Heidelberg, Tochter des kurpfälzischen Verwalters geistlicher Gefälle Johannes Heringmann († 1600) und der Gertrud Rau (1538–1599),
    1. Johann Erhard Neufart (* um 1570; † 1637), 1586 immatrikuliert in Heidelberg, 1589 in Dole (Joannes Erardus[118] Neuphard, dioecesis Moguntin.), 1591 in Padua (Iohannes Erhardus Neuphart Crucinacensis), 1592 Dr. jur. utr. in Basel,[119] auf einer Reise nach Hamburg in schwedischen Diensten als „Bannierischer Secretarius“ ermordet,[120]
    2. (aus ⚭ II.) Hanna (Johanna) Margarete Neuphard (Neiffart) (* 1615; † 1582 oder nach 1592),
⚭ vor 1592 mit Johann Andreas Bilger (Pilger) († 1656), Kirchenrat und Pfarrer an der Klosterkirche Heidelberg,

  3. Johann Carsilius (Garsilius) Newphärd (* um 1550/55; † nach 1601),[59] Studium auf dem Gymnasium illustre Hornbach, 1584 Rat und Sekretär Erzherzog Karls II. von Österreich,[121] auch – verlesen – als „Alois“ Neuphart erwähnt,[122] 1586 fürstlich Grazerischer Rat und Hofagent,[123]
⚭ 1589 als Rat, Sekretär und Reichshilfe-Sollizitator am kaiserlichen Hof, reiste 1584 und 1596 heim nach Kreuznach[124]
  4. Apollonia Neyphardt,
⚭ mit dem kaiserlichen Reichshofrat Andreas Erstenberger (1535–1592), Lizenziat der Rechte,[59] 1562 Sekretär des Mainzer Erzbischofs Daniel Brendel von Homburg, 1562 von Kaiser Ferdinand I. in den Reichsadelsstand erhoben, später in Wien und Prag, 1571 Reichsritterstand mit dem Prädikat „zum Freienthurm“,[125] seit 1572 Hofpfalzgraf, schrieb unter dem Pseudonym „Franz Burkhard“ die bekannteste katholische Schrift gegen eine „Freistellung“ der Religion nach dem Augsburger Religionsfrieden,[126] 1587 in den Reichshofrat aufgenommen, in einer weiteren Ehe ⚭ um 1570 mit Eva Catharina Hegenmüller, Tochter von Hofkanzler Hanns Hegenmüller (* um 1498; † 1584) von Dubenweiler[127]
    1. Katharina von Erstenberger,
⚭ mit Paul Mandel († nach 1602), kaiserlicher Salzamtmann in Linz;[59] 1594 war der „Saltzhandler zu Lintz. Herr Paul Mändl“ als Verordneter im Erzherzogtum Österreich ob der Enns im kaiserlichen Hofstaat auf dem Reichstag zu Regensburg,[128] 1601/02 war Männdl Zechmeister (Kirchenpfleger) der Linzer Stadtpfarrkirche[129]

  5. Conrad Neuphart (* um 1560; † wahrscheinlich vor 1597), Studium auf dem Gymnasium illustre Hornbach, 1579 immatrikuliert in Heidelberg, 1584 Stambucheinträger in Paris,[130] 1. August 1584 Conradus Neuphard Crucenacensis in Orleans, 1585 immatrikuliert in Basel (Conradus Neufart Crucenacensis Palatinus), 1586 Lic. iur. in Basel,[131] wohl kinderlos,
  6. (wahrscheinlich) Anna Maria Neuphardtin († nach 1597),[59]
⚭ mit Philipp Hofmann (* um 1564; † 1626) aus Freiburg, seit 1591 Professor der Rechte in Heidelberg,[59]
2. (vermutlich) N. Baier von Bellenhofen (* zwischen 1526 und 1531; † nach 1531), wohl früh verstorben,[14]
3. (aus ⚭ II.) Carsilius (Marsilius) d. J. Bayer von Baumberg (* um 1535; † nach 1597), 1550 immatrikuliert in Freiburg im Breisgau (Carsilius Bayer Creizenachensis laicus[132]), 1554 in Tübingen als Marsilius a Beinburg prope (= bei) Kreitzenach. 1559 war Karsilius von Baumberg Keller in Stromberg.[133] Marsilius von Beimburgk aus Kreuznach – vielleicht auch ein verwandter jüngerer Namensvetter – immatrikulierte sich 1560 in Heidelberg und schrieb sich 1564 in Siena in das Stammbuch von Jakob Oelhafen von Schöllenbach (1540–1607) ein.[134] Ein 1594 gemeinsam mit Johann Barthel von Obentraut d. Ä. († 1612)[135] verfasster Brief des „Carsilius von Beinberg“ ist erhalten.[136] Carsylius Beyer von Bellenhofen verkaufte 1597 Gaugrehweiler an Graf Adolph Heinrich von Salm, Wild- und Rheingraf zu Dhaun (1557–1606),[137] starb unverheiratet,
4. Friedrich Beier von Bellenhoffenn (* zwischen 1535 und 1549; † nach 1555), verheiratet, starb kinderlos.
5. (aus ⚭ III.) Johann (Hanß) Schweickardt Bayer von Bellenhofen (* zwischen 1549 und 1553; † 1590/97), stellte 1578 als Mandatar des Meinhard (VII.) von Koppenstein, Meinhards (VI.) Sohn, dem Markgrafen Philipp von Baden einen Lehenrevers aus über ein Haus am Burgberg zu Kreuznach bei dem Bangartspförtchen,[138][78] korrespondierte 1581 mit Herzog Reichard von Pfalz-Simmern und 1582 mit seinem „Schwager“ Kaspar von Eltz (* um 1548; † 1619) über Pfandbriefe.[139] Er führte ab 1582 gegen Graf Sebastian von Daun-Falkenstein-Oberstein (* um 1546; † 1615)[140] und 1584 gegen Hans Simon Schenk von Schmidtburg in Dürkheim Prozesse vor dem Reichskammergericht,[141] vergab 1590 die Hallgartsmühle/Obermühle in Gaugrehweiler im Erbbestand an den Müller Hanß Krenzer,[43]
 ⚭ mit Ursula von Rüdesheim († nach 1599),[142] Tochter von Georg von Rüdesheim († 1590) und Anna Hund von Saulheim.[4] Deren Kinder:[43]
  1. Georg Meinhard Beyer von Bellenhofen (* um 1576; † 1616),
⚭ I. mit Maria Elisabeth Knebel von Katzenelnbogen (* um 1580; † 1599),[143] gestorben im Kindbett, Grabplatte in der Evangelischen Pfarrkirche Neu-Bamberg, Tochter von Hans Wilhelm Knebel von Katzenelnbogen († 1616?) und Johanetta Elisabetha von Koppenstein († 1597), und
⚭ II. 1602 mit Anna Katharina von Koppenstein,[144][145] Tochter von Bernhard von Koppenstein († 1621) in Mandel und seiner zweiten Frau (⚭ 1567) Anna Waldecker von Kaimt (* um 1540; † 1607).[146]
1604 war er an einem Prozess wegen Bürgschaft für ein Darlehen von 4000 Guldem an Herzog Reichard von Pfalz-Simmern beteiligt;[139][147] um 1607 trat er den Kirchsatz und die Hälfte des Zehnten von Sohren an Kurfürst Friedrich IV. von der Pfalz ab, der beides für 2250 Gulden an Ludwig Camerarius veräußerte,[7] 1610 war er Stammbucheinträger bei dem markgräflich-badischen Amtmann in Staffort Johann Wilhelm Höchel († 1625) aus Pforzheim, 1612 nahm er im Gefolge des Mainzer Erzbischofs Johann Schweikhard von Cronberg an den Krönungsfeierlichkeiten von Kaiser Matthias in Frankfurt am Main teil.[148] Grabplatten in der Pfarrkirche des untergegangenen Ortes Sarlesheim (Neu-Bamberg). Dessen Kind, wahrscheinlich aus der zweiten Ehe:
    1. Georg Bernhard Bayer von Bellenhofen (* vor 1616; † 1669),[149] 1618 unter Vormundschaft des Johann Georg von Koppenstein,[150]
⚭ mit einer Tochter des Johann Nikolaus Wolf von Sponheim.[151]
Er muss identisch sein mit dem früheren sachsen-weimarischen Obrist-Lieutenant „von Pellhofen“, der im März 1650 den französischen Kommandanten von Kreuznach Kapitän Jacob (Jacques) Mallet – mit dem er verschwägert war[152] – vom Regiment Schmidtberg, der ihn nach einjähriger Gastfreundschaft aus Schloss Neu-Bamberg vertrieben hatte, von seinen Bauern erschlagen ließ.[153] 1663 wurde das Neu-Bamberger Lehen durch einen Vertrag zwischen Erzbischof Johann Philipp von Schönborn und Pfalzgraf Ludwig Heinrich von Simmern an Kurmainz übergeleitet.[154] Georg Bernhard Bayer von Bellenhofen weigerte sich 1668 mit militärischen Mitteln, für Kurfürst Karl I. Ludwig von der Pfalz das Schloss zu öffnen, das daraufhin zerstört wurde. Johann Karl von Koppenstein (1625–1695) zu Mandel prozessierte gegen ihn und Johann Georg Koch zu Sobernheim um Höfe in Weinsheim und Gensingen.[155] Er starb als letzter männlicher Nachkomme seiner Familie im Oberamt Kreuznach; die von ihm getragenen Lehen fielen an die Kurpfalz[156] bzw. Kurmainz. Anna Sophie Beier von Bellhofen († 1697), seine Tochter,[157] heiratete Konrad von Closen in Hahnstätten.[158] Nach ihrem Tod wurde der Bellhof, ihr Lehengut in Selzen, das Carsilius Baier 1541 erhalten hatte, eingezogen.[26]
    2. Emich Daniel Beier von Bellenhofen (vor 1617; † nach 1618),[150]
    3. Philipp Adolf Beier von Bellenhofen (vor 1617; † nach 1618),[150]

  2. (wahrscheinlich) Catharina Esther Bayerin von Bellhofen (* vor 1585; † nach 1610),
⚭ vor 1600 den Pfleger des nürnbergischen Amtes Hohenstein, Franz Carl Schürstab von Oberndorf († 1650),[159] Sohn von Franz Schürstab d. Ä., 1555–1595 Pfleger von Betzenstein und Stierberg.[160]
Ihre Tochter Maria Jacobäa Schürstabin († 1651) heiratete 1645 Ernst Waldstromer von Reichelsdorf (1588–1655) zu Diepoldsdorf und Hirschbach – einen Enkel der Ursula Oelhafen von Schöllenbach –, ihr Sohn Hans Meinhard (Mannhardt) Schürstab (1600–1668),[161] nürnbergischer Pfleger in Hiltpoltstein, trug als Vornamen den Koppensteiner Leitnamen.
6. Agnes (* nach 1550; † nach 1575).

Zur näheren Verwandtschaft gehört wahrscheinlich David Beier (Bair) von Bellenhofen, Sekretär Herzogs Johann Albrecht I. von Mecklenburg (1525–1576) und „Diener“ des Grafen Ludwig von Oettingen, der 1561 in Annaberg Esther Fugger von Reh († 1616 in Breslau) heiratete, Tochter von Andreas Fugger (1507–1573) und Helene Berisch. Anna Jakobe Baier von Bellhoven, Witwe des Jost Heinrich von Mühlenthal (* um 1595; † vor 1626), Inhaber des Hofes Mühlenthal in Wissen, die mit Richard Ingam von Lingon verheiratet ist, wird 1626 erwähnt.
Johann Reinhard von Stein-Kallenfels († 1662), fürstlich speyrischer Staffelgerichts-Schultheiß zu Kron-Weissenburg, heiratete 1662 in dritter Ehe eine N. Beyerin von Bellenhofen. Elisabeth Dorothea Bavaria de Bellenhofen (* vor 1640; † nach 1674) heiratete 1659 den französischen Feldmarschall Friedrich Wolfgang von Fleckenstein (1604–1674), der in der Schlacht bei Sinsheim fiel. Anna Eva Bayerin von Belhofen heiratete 1667 Johann Carl II. Jett von Münzenberg (1606–1674) zu Eppelsheim.
Johann Ulrich Neuphart von Rheinhausen (* um 1574; † 1655) aus Speyer (Spirensis), Sohn des Ulrich Neuphardt von Rheinhausen († vor 1577), 1592 immatrikuliert in Marburg, 1594 als „Ioan. Ulricus Neuphart Reinhausanus“ juristisches Lizenziat in Basel, 1595 Reichskammergerichts-Advokat in Speyer, 1635–1656 Vizekanzler des Herzogtums Pfalz-Zweibrücken, ⚭ 1599 mit Margreth Obernheimer (1583–1635), Tochter des Zweibrücker Kammerrates Daniel Obernheimer († 1602) und der Margaretha Theis, war kein Abkömmling von Carsilius Baier von Bellenhofen, sondern ein Neffe seines Schwiegersohns Erhard Neuphart.

## Wappen

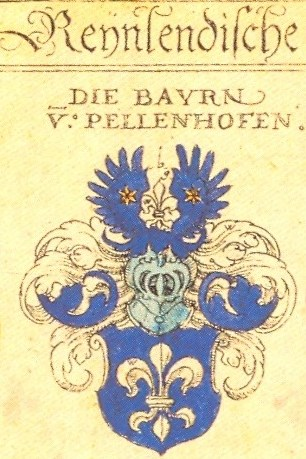
Wappen der Baier von Bellenhofen; Johann Siebmacher, 1605

In Blau eine silberne Lilie. Helmzier: die Lilie zwischen einem offenen blauen Flug. Helmdecke: blau-silbern.